# Procópio Duval Gomes Freitas
Procópio Duval Gomes Freitas (?—?) foi um político brasileiro.
Foi eleito, em 3 de outubro de 1950, deputado estadual, pelo PSD, para a 38.ª Legislatura da Assembleia Legislativa do Rio Grande do Sul, de 1951 a 1955. Foi, também, prefeito de Pelotas.